# 반 (군사)

NATO 군사 지도 기호 표준에 따른 아군 보병 반 표시

반(班, section)은 소대보다는 작고 분대보다는 큰 전술 부대 편성 단위이다. 대부분의 군대에서 반은 8 ~ 20명 정도의 군인으로 구성되어 있다. 하지만, 프랑스 육군에서 반은 중대의 하위 편제로 소대와 동등한 부대 단위이다.

## 영국 육군
영국 육군은 반 지휘자인 상병 1명과 부지휘자인 일병 1명 그리고 6명의 이병으로 이루어진 8명의 군인이 하나의 반을 구성한다. 3개의 반이 모여 소대를 이룬다. 일반적으로 전시에는 반이 4명씩 2개의 조("찰리"와 "델타")로 나뉘는데, 이 2개의 조는 각각 상병과 일병이 지휘한다.

## 프랑스 육군
프랑스 육군에서 반은 중대의 하위 편제로 소대와 동등한 부대 단위이다. 영국 육군의 반과 동등한 프랑스 육군의 반은 “전투 집단”(Combat Group)이라고 부른다.

## 미국 육군
미국 기병대에서 반은 미국 육군의 보병분대와 대체로 동등한 부대 단위이다. 항공 방위 포병이나 야전 포병과 같은 군에서는 반이라는 용어를 소대 편제와 상호 독립적으로 행동하는 분대 규모 단위를 가리키는데 사용한다. 반은 하사가 감독하는 행정 편제로 사용되기도 한다.

## 기타
공군에서 반은 중위가 지휘하는 2~3대의 항공기를 포함하는 부대 단위이다. 제2차 세계 대전 동안 독일 공군은 반을 로테(rotte)라고 부르고, 소련 공군은 반을 즈베노(zveno) 또는 파라(para)라고 불렀다. 독일 공군에서 2개의 반이 모여 비행대(staffel)를 이루었다.
반이라는 용어는 경찰 특히, 영연방 경찰에서 경찰팀을 가리키는 명칭이었다. 경사가 이끄는 경찰 집단인 반이라는 용어가 처음 유래한 영국 경찰은 더 이상 이 용어를 사용하지 않는다.